# Lista siturilor arheologice din județul Suceava - F
Lista siturilor arheologice din județul Suceava - F conține toate siturile arheologice din județul Suceava înscrise în Repertoriul Arheologic Național (RAN) și aflate în localități al căror nume începe cu litera F. RAN este administrat de Ministerul Culturii și Patrimoniului Național și cuprinde date științifice, cartografice, topografice, imagini și planuri, precum și orice alte informații privitoare la zonele cu potențial arheologic, studiate sau nu, încă existente sau dispărute.
Puteți căuta un sit din localitățile care încep cu litera F folosind formularul de mai jos sau puteți naviga prin toate siturile din județ la Lista siturilor arheologice din județul Suceava.
| Cod RAN                                   | Denumire | Localitate                            | Adresă                  | Datare                     | Descoperit | Coordonate                                    | Imagine           | Erori            |
| ----------------------------------------- | --- | ------------------------------------- | ----------------------- | -------------------------- | ---------- | --------------------------------------------- | ----------------- | ---------------- |
| 150828.01.01 (Cod LMI: SV-I-m-B-05413.02) | Situl arheologic medieval de la Fântâna Mare - "La Temelie" / ansamblu anonim (Categorie: locuire) (Tip: Biserică)         | sat Fântâna Mare, comuna Fântâna Mare | La Temelie              | sec. XV - XVI              |            |                                               | Încărcați imagine | Raportați eroare |
| 150828.01.02 (Cod LMI: SV-I-m-B-05413.01) | Situl arheologic medieval de la Fântâna Mare - "La Temelie" / ansamblu anonim (Categorie: locuire) (Tip: Curte boierească) | sat Fântâna Mare, comuna Fântâna Mare | La Temelie              | sec. XV - XVI              |            |                                               | Încărcați imagine | Raportați eroare |
| 146548.01 (Cod LMI: SV-II-m-B-05548)      | Podul de piatră Șoldănești de la Fălticeni / ansamblu anonim (Categorie: construcție)                                      | municipiul Fălticeni                  | str. Tudor Vladimirescu |                            |            |                                               | Încărcați imagine | Raportați eroare |
| 146548.01.01 (Cod LMI: SV-II-m-B-05548)   | Podul de piatră Șoldănești de la Fălticeni / ansamblu anonim (Categorie: construcție) (Tip: Pod)                           | municipiul Fălticeni                  | str. Tudor Vladimirescu | sec. XV                    |            |                                               | Încărcați imagine | Raportați eroare |
| 146842.01.01                              | Situl arheologic de la Fetești - "La Schit" / ansamblu anonim (Categorie: locuire civilă) (Tip: Așezare)                   | sat Fetești, comuna Adâncata          | La Schit                | Precucuteni - III          | 2000       | 47°42′41″N 26°22′06″E / 47.71139°N 26.36833°E | Încărcați imagine | Raportați eroare |
| 146842.01.02                              | Situl arheologic de la Fetești - "La Schit" / ansamblu anonim (Categorie: locuire civilă) (Tip: Așezare)                   | sat Fetești, comuna Adâncata          | La Schit                | Cucuteni - A3, B1          | 2000       | 47°42′41″N 26°22′06″E / 47.71139°N 26.36833°E | Încărcați imagine | Raportați eroare |
| 146842.01.02                              | Situl arheologic de la Fetești - "La Schit" / complex anonim (Categorie: locuire civilă) (Tip: șanț de apărare)            | sat Fetești, comuna Adâncata          | La Schit                | Cucuteni                   | 2000       | 47°42′41″N 26°22′06″E / 47.71139°N 26.36833°E | Încărcați imagine | Raportați eroare |
| 146842.01.03                              | Situl arheologic de la Fetești - "La Schit" / ansamblu anonim (Categorie: locuire civilă) (Tip: Așezare)                   | sat Fetești, comuna Adâncata          | La Schit                | Horodiștea - Foltești - II | 2000       | 47°42′41″N 26°22′06″E / 47.71139°N 26.36833°E | Încărcați imagine | Raportați eroare |
| 146842.01.04                              | Situl arheologic de la Fetești - "La Schit" / ansamblu anonim (Categorie: locuire civilă) (Tip: Așezare)                   | sat Fetești, comuna Adâncata          | La Schit                |                            | 2000       | 47°42′41″N 26°22′06″E / 47.71139°N 26.36833°E | Încărcați imagine | Raportați eroare |
| 146842.01.05                              | Situl arheologic de la Fetești - "La Schit" / ansamblu anonim (Categorie: locuire civilă) (Tip: Așezare)                   | sat Fetești, comuna Adâncata          | La Schit                | sec.V-III a.Chr.           | 2000       | 47°42′41″N 26°22′06″E / 47.71139°N 26.36833°E | Încărcați imagine | Raportați eroare |
| 146842.01.06                              | Situl arheologic de la Fetești - "La Schit" / ansamblu anonim (Categorie: locuire civilă) (Tip: Așezare)                   | sat Fetești, comuna Adâncata          | La Schit                | sec. XVII-XVIII            | 2000       | 47°42′41″N 26°22′06″E / 47.71139°N 26.36833°E | Încărcați imagine | Raportați eroare |
| 146842.01.06                              | Situl arheologic de la Fetești - "La Schit" / complex anonim (Categorie: locuire civilă) (Tip: bordei)                     | sat Fetești, comuna Adâncata          | La Schit                |                            | 2000       | 47°42′41″N 26°22′06″E / 47.71139°N 26.36833°E | Încărcați imagine | Raportați eroare |